# Јурика (Илиноис)
Јурика (енгл. Eureka) град је у америчкој савезној држави Илиноис. По попису становништва из 2010. у њему је живело 5.295 становника.

## Демографија
Према попису становништва из 2010. у граду је живело 5.295 становника, што је 424 (8,7%) становника више него 2000. године.
| Група             | 2000.         | 2010.         |
| Белци             | 4.731 (97,1%) | 5.068 (95,7%) |
| Афроамериканци    | 28 (0,6%)     | 29 (0,5%)     |
| Азијати           | 16 (0,3%)     | 11 (0,2%)     |
| Хиспаноамериканци | 50 (1,0%)     | 109 (2,1%)    |
| Укупно            | 4.871         | 5.295         |